# 사하구 을
사하구 을은 대한민국의 국회의원 선거구이다. 부산광역시 사하구의 일부 지역을 관할한다. 현 지역구 국회의원은 국민의힘의 조경태이다.

## 역사
1996년 대한민국 제15대 국회의원 선거를 앞두고 신설되었다. 신설 당시 신평동, 장림동, 다대동, 구평동, 감천동이 사하구 을로 묶였고 나머지 지역은 사하구 갑이 되었다.
대한민국 제22대 국회의원 선거를 앞두고 신평2동을 사하구 갑 선거구로 내주는 조정이 있었다.

## 관할 구역
| 대수      | 관할 구역                                                                                             |
| --------- | --- |
| 15대~21대 | 사하구 신평제1동, 신평제2동, 장림제1동, 장림제2동, 다대제1동, 다대제2동, 구평동, 감천제1동, 감천제2동 |
| 22대~     | 사하구 신평제1동, 장림제1동, 장림제2동, 다대제1동, 다대제2동, 구평동, 감천제1동, 감천제2동            |

## 역대 국회의원
| 선거   | 정당 | 정당       | 의원   |
| ------ | ---- | ---------- | ------ |
| 1996년 |      | 신한국당   | 박종웅 |
| 2000년 |      | 한나라당   | 박종웅 |
| 2004년 |      | 열린우리당 | 조경태 |
| 2008년 |      | 통합민주당 | 조경태 |
| 2012년 |      | 민주통합당 | 조경태 |
| 2016년 |      | 새누리당   | 조경태 |
| 2020년 |      | 미래통합당 | 조경태 |
| 2024년 |      | 국민의힘   | 조경태 |

## 역대 선거 결과

### 대한민국 제15대 국회의원 선거
|  | 62.49% |

|  | 14.93% |

|  | 11.73% |

|  | 7.14% |

|  | 3.68% |

### 대한민국 제16대 국회의원 선거
|  | 57.04% |

|  | 17.50% |

|  | 16.08% |

|  | 3.85% |

|  | 2.90% |

|  | 2.60% |

### 대한민국 제17대 국회의원 선거
|  | 39.13% |

|  | 36.98% |

|  | 15.00% |

|  | 5.65% |

|  | 2.19% |

|  | 1.02% |

### 대한민국 제18대 국회의원 선거
|  | 44.89% |

|  | 41.88% |

|  | 9.81% |

|  | 2.84% |

|  | 0.55% |

### 대한민국 제19대 국회의원 선거
|  | 58.19% |

|  | 41.80% |

### 대한민국 제20대 국회의원 선거
|  | 59.65% |

|  | 26.46% |

|  | 10.31% |

|  | 1.70% |

|  | 1.01% |

|  | 0.84% |

### 대한민국 제21대 국회의원 선거
|  | 58.79% |

|  | 38.78% |

|  | 1.15% |

|  | 0.74% |

|  | 0.52% |

### 대한민국 제22대 국회의원 선거
|  | 55.62% |

|  | 42.42% |

|  | 1.95% |